# Al McCoy (1894–1966)
Al McCoy, właśc. Alexander Rudolph (ur. 23 października 1894 w Rosenhayn w stanie New Jersey, zm. 22 sierpnia 1966 w Los Angeles) – amerykański bokser, były zawodowy mistrz świata kategorii średniej.
Był pierwszym zawodnikiem leworęcznym, który został zawodowym mistrzem świata.
Pochodził z żydowskiej rodziny. Jego ojciec był koszernym rzeźnikiem. Pierwsze walki zawodowe stoczył w 1910. Przybrał irlandzki przydomek, by jego rodzice nie zorientowali się, że został bokserem. Większość pojedynków pięściarskich toczył w formule no decision. Wśród znanych zawodników, z którymi się mierzył, byli Soldier Bartfield w 1913 i Mike Gibbons w 1914. Z pierwszym z nich zdaniem prasy wygrał, a z drugim przegrał. Jego bokserskim managerem był Dan Morgan.
28 lutego 1914 McCoy stoczył wyrównaną walkę z Joe Chipem. Uzgodniono, że pięściarze ci zmierzą się w rewanżu, ale Joe Chip krótko przed walką zachorował i zastąpił go jego brat George Chip, który był zawodowym mistrzem świata wagi średniej. 7 kwietnia 1914 w Nowym Jorku McCoy niespodziewanie znokautował Chipa w 1. rundzie i został nowym mistrzem świata.
Jako mistrz świata McCoy walczył no decision, więc mógł stracić tytuł tylko w razie porażki przed czasem. Nie jest jasne, w których pojedynkach tytuł mistrzowski był stawką; poniżej jest prawdopodobna lista tych walk: 
| Data                      | Miejsce       | Oponent             | Wynik               | Źródło |
| ------------------------- | ------------- | ------------------- | ------------------- | ------ |
| 8 maja 1914(dts)          | South Norwalk | George Pearsall     | nokaut w 1. rundzie | [ 6 ]  |
| 21 maja 1914(dts)         | Nowy Jork     | Billy Murray        | no decision         | [ 7 ]  |
| 11 czerwca 1914(dts)      | Nowy Jork     | Billy Murray        | no decision         | [ 8 ]  |
| 13 października 1914(dts) | Nowy Jork     | Willie Lewis        | no decision         | [ 9 ]  |
| 19 października 1914(dts) | Buffalo       | Willie „KO” Brennan | no decision         | [ 10 ] |
| 22 grudnia 1914(dts)      | Nowy Jork     | Soldier Bartfield   | no decision         | [ 11 ] |
| 4 maja 1915(dts)          | Nowy Jork     | Jimmy Clabby        | no decision         | [ 12 ] |
| 31 maja 1915(dts)         | Nowy Jork     | Willie Martin       | no decision         | [ 13 ] |
| 9 września 1915(dts)      | Nowy Jork     | Young Ahearn        | no decision         | [ 14 ] |
| 30 kwietnia 1917(dts)     | Pittsburgh    | Harry Greb          | no decision         | [ 15 ] |

W większości z tych walk McCoy był zdaniem prasy gorszym bokserem. Oprócz tego McCoy stoczył w tym czasie wiele innych bokserskich pojedynków. M.in. w 1915 i 1916 walczył z George’em Chipem, a w 1917 z Jackiem Dillonem (zdaniem prasy przegrał również te spotkania).
11 listopada 1917 w Nowym Jorku Mike O’Dowd odebrał McCoyowi tytuł mistrza świata nokautując go w 6. rundzie. Po utracie mistrzostwa McCoy nadal walczył zawodowo, przeważnie no decision. W 1918 Harry Greb pokonał go na punkty. Jack Dillon dwukrotnie z nim walczył w 1918, a Leo Houck jeden raz w 1919. W 1919 McCoy został znokautowany przez Joe Chipa i Mike’a O’Dowda. Ostatnią walkę bokserską stoczył w 1924.
Później był trenerem bokserskim i grywał epizodyczne role w filmach.